# Kühleithen
Kühleithen ist ein Gemeindeteil der Stadt Goldkronach im Landkreis Bayreuth (Oberfranken, Bayern). Kühleithen liegt in der Gemarkung Nemmersdorf.

## Geografie
Die Einöde liegt am Westhang eines Ausläufers des Fichtelgebirges. Ein Anliegerweg führt nach Goldner Hirsch (0,3 km östlich) bzw. zu einer Gemeindeverbindungsstraße bei Nemmersdorf (0,6 km südwestlich). Ein weiterer Anliegerweg führt nach Heidelleithen (0,3 km nordöstlich).

## Geschichte
Gegen Ende des 18. Jahrhunderts gehörte Kühleiten zur Realgemeinde Nemmersdorf.
Von 1797 bis 1810 unterstand Kühleithen dem Justiz- und Kammeramt Gefrees. Infolge des Ersten Gemeindeedikts wurde Kühleithen dem 1812 gebildeten Steuerdistrikt Nemmersdorf und der zugleich entstandenen Ruralgemeinde Nemmersdorf zugewiesen. Im Zuge der Gebietsreform in Bayern wurde Kühleithen am 1. Juli 1972 nach Goldkronach eingemeindet.

### Einwohnerentwicklung
| Jahr      | 001818 | 001819 | 001861 | 001871 | 001885 | 001900 | 001925 | 001950 | 001961 | 001970 | 001987 |
| Einwohner | 7      | *      | 16     | 8      | †9     | †5     | 7      | 8      | 5      | 6      | 8      |
| Häuser    | 1      |        |        |        | †2     | †1     | 1      | 1      | 1      |        | 1      |
| Quelle    | [ 6 ]  | [ 9 ]  | [ 10 ] | [ 11 ] | [ 12 ] | [ 13 ] | [ 14 ] | [ 15 ] | [ 16 ] | [ 17 ] | [ 1 ]  |

## Religion
Kühleithen ist evangelisch-lutherisch geprägt und bis heute nach Nemmersdorf gepfarrt.